# 빌리 싱
윌리엄 에드워드 싱(William Edward Sing, 1886년 3월 3일 – 1943년 5월 19일), 빌리 싱으로 알려진 그는 중국계와 영국계 혈통을 가진 오스트레일리아 군인으로, 제1차 세계 대전 중 오스트레일리아 제1제국군에 복무했으며, 특히 갈리폴리 전역에서 저격수로 가장 잘 알려져 있다.[a] 그는 그 전역에서 최소 150명의 확인된 사살을 기록했으며, 총 200명 이상을 사살했을 수도 있다. 그러나 당시 증거에 따르면 그의 사살 기록은 300명에 육박한다. 전쟁 막바지에 싱은 스코틀랜드 여성과 결혼했지만, 그 관계는 오래가지 못했다. 양 사육과 금광 채굴 일을 한 후, 그는 제2차 세계 대전 중 브리즈번에서 상대적인 빈곤과 무명 속에 사망했다.

## 초기 생활
싱은 1886년 3월 3일 오스트레일리아 퀸즐랜드주 클레어몬트에서 중국인 아버지와 영국인 어머니 사이에서 태어났다. 그의 부모는 중국 상하이시 출신의 목동인 존 싱(c. 1842–1921)과 영국 스태퍼드셔주 킹스윈포드 출신의 간호사인 메리 앤 싱(결혼 전 성 푸그; c. 1857–미상)이었다.[b] 싱의 어머니는 1883년 7월 4일 싱의 아버지와 결혼하기 불과 두 달 전인 1883년 5월 28일 메리 앤 엘리자베스 푸그라는 딸을 낳았다. 이 아이가 존 싱의 딸이기도 했는지는 불분명하다. 딸 비어트리스 싱은 나중에 1893년 7월 12일 가족에 합류했다. 세 자녀는 싱 가족이 운영하는 농장에서 함께 자랐고, 모두 학업 성적이 우수했다.
이 시기 오스트레일리아에는 상당한 반중국 정서가 존재했다. 어린 시절 싱은 사격 기술로 잘 알려져 있었지만, 자신의 혈통 때문에 인종적 편견의 대상이 되었다. 그는 젊은 시절 목재 운반업을 시작했고, 나중에는 목동과 사탕수수 재배자로 일했다. 싱은 캥거루 사냥꾼으로서도, 경쟁적인 표적 사수로서도 명사수로 이름을 날렸다. 후자의 역할에서는 그는 프로서파인 소총 클럽의 회원이었는데 (퀸즐랜드와 오스트레일리아 국방부가 사격 기술 개발을 위해 부분적으로 후원한 퀸즐랜드의 수많은 소총 클럽 중 하나이다). 그는 정기적으로 사격으로 상을 받았고, 크리켓도 능숙하게 했다.
1914년 10월 24일, 전쟁 발발 두 달 후, 싱은 오스트레일리아 제1제국군의 오스트레일리아 제5경마연대에 기병으로 입대했다. 당시 그의 건강 검진서에는 그의 키가 5 ft 5 in (165 cm)이고 몸무게는 141 파운드 (64 kg)이라고 기재되어 있었다. 존 로스와 크리스토퍼 스튜어트에 따르면, 그는 모집관이 싱이 부분적으로 중국계라는 사실을 무시하기로 결정한 후에야 군에 입대할 수 있었다. 당시에는 유럽 혈통의 사람들만이 일반적으로 오스트레일리아 군 복무에 적합하다고 여겨졌다.

## 군 복무

### 갈리폴리 전역

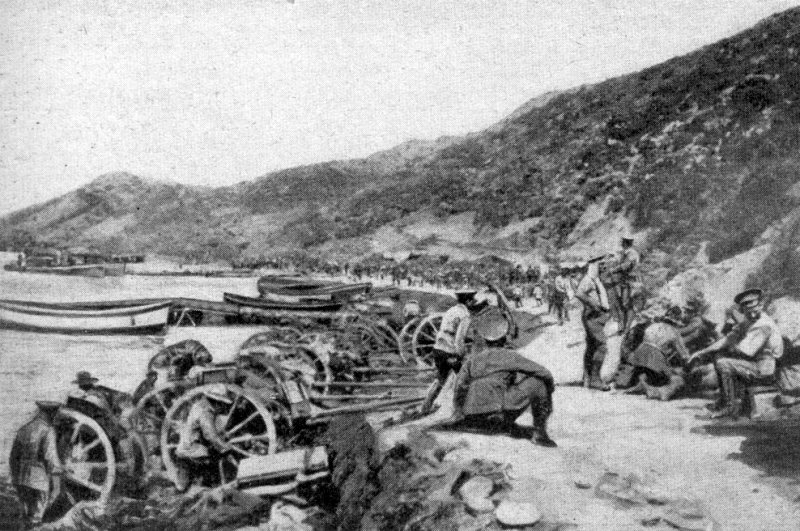
오스트레일리아와 뉴질랜드군은 1915년 4월 25일 안자크 만에 상륙했다.

싱은 현대 튀르키예의 갈리폴리 전역에서 오스트레일리아 뉴질랜드 군단 (ANZAC)의 일원으로 군 경력을 시작했다. 전기 작가 존 해밀턴은 튀르키예 지형을 이렇게 묘사했다: "저격수들을 위해 만들어진 땅이었다. 안자크와 튀르키예군은 종종 서로를 내려다보았다. 양측은 저격수들을 보내 사냥하고 추적하고 저격하며, 녹색과 갈색 관목 사이를 은밀히 기어다니며 기다리고 쏘고 죽였다..." 싱은 관측병 이온 '잭' 아이드리드와, 나중에는 톰 시한과 협력했다. 관측병의 임무는 주변 지형을 관찰하여 저격수에게 잠재적 목표물을 알리는 것이었다. 아이드리드는 싱을 "작고, 아주 검으며, 새까만 콧수염과 염소수염을 가진 사내. 그림 같은 살인마. 그는 안자크의 명사수이다"라고 묘사했다.
경마 장교의 이름을 따서 명명된 채텀 포스트는 싱의 첫 번째 저격 거점이었다. 전기 작가 브라이언 테이트는 "빌리 싱이 그의 치명적인 직업을 본격적으로 시작한 곳이 바로 여기였다"라고 썼다. 그는 .303 리엔필드 소총으로 임무를 수행했다. 동료 오스트레일리아 병사인 프랭크 리드 일병의 기록에 따르면, 싱은 터키군 진지에 너무 가까이 있어서 적의 포병대가 그를 거의 괴롭히지 못했다고 한다. 그의 전우들은 세 가지 특정 적군 진지를 그에게 맡겼다: 그의 진지에서 350 야드 (320 m) 떨어진 참호, 500 야드 (460 m) 떨어진 통신용 교통호, 그리고 1,000 야드 (910 m) 떨어진 계곡의 길. 리드에 따르면, "빌리 싱이 불쌍한 터키군에게 연민을 느낄 때마다, 그는 터키 저격수들이 상륙 초기 오스트레일리아 장교들을 어떻게 노렸는지 기억하며 마음을 굳혔다. 그러나 그는 부상당한 터키군을 구하려는 위생병이나 어떤 병사에게도 총을 쏘지 않았다." 대조적으로, 해밀턴은 2008년 인터뷰에서 "부상당한 터키군을 발견한 후, 그는 '불쌍한 녀석의 고통을 끝내주겠다'고 말하고 그냥 총을 쐈다는 일화가 있다. 그는 매우 강인한 사람이었다"라고 말했다.
싱의 명성은 연합군 측이 '끔찍한 압둘'이라는 별명을 붙인 터키의 명 저격수가 그를 상대하기 위해 배치되는 결과를 낳았다. 테이트는 터키군이 싱의 저격을 다른 안자크 군인들의 저격과 대부분 구별할 수 있었고, 싱의 소행으로 여겨지는 사건 보고서만이 압둘에게 전달되었다고 주장한다. 피해자의 행동과 상처에 대한 분석을 통해 압둘은 싱의 위치가 채텀 포스트에 있다는 결론을 내렸다. 며칠 후, 싱의 관측병이 그에게 잠재적 목표물을 알렸고, 그는 조준했지만, 목표물인 압둘이 자신을 바라보고 있는 것을 발견했다. 싱은 자신의 위치를 드러내지 않으려 하며 발사 준비를 했지만, 터키 저격수는 그를 알아차리고 자신의 발사 시퀀스를 시작했다. 싱이 먼저 발사하여 압둘을 사살했다. 그 직후, 터키 포병대가 싱의 위치에 포격을 가했고, 그와 그의 관측병은 채텀 포스트에서 간신히 살아남아 대피했다.
1915년 8월 초, 싱은 유행성 감기로 4일 동안 입원했다. 같은 달, 적 저격수의 총알이 시한의 관측 망원경을 맞춰 그의 손과 얼굴을 다치게 했고, 그 다음 싱의 어깨를 맞췄지만, 싱은 일주일간의 회복 후 다시 활동에 나섰다. 시한은 더 심각하게 부상당했고, 오스트레일리아로 송환되었다. 이것이 싱이 갈리폴리에서 부상당한 유일한 경우라고 알려져 있다. 그는 나중에 전쟁에서 그리 잘 지내지 못할 것이다.

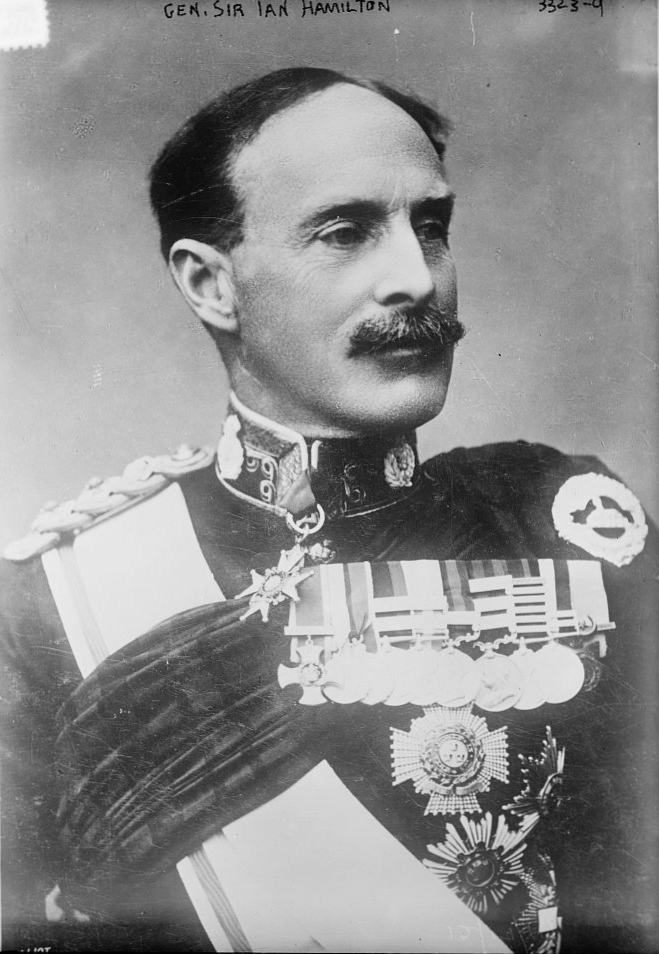
싱의 첫 공식 표창은 이언 해밀턴 경 장군에게서 나왔다.

### 저격 기록
갈리폴리에서의 싱의 명사수 능력은 그의 전우들로부터 '암살자' 또는 '살인자'라는 별명을 얻게 했다. 그는 적에 대한 냉혹한 태도 때문에 후자의 별명을 얻었다고 전해진다. 1915년 9월 초까지, 제2오스트레일리아경마여단 사령관인 그랜빌 라이리 준장에 따르면, 그는 119명을 사살했다. 연대 기록에는 싱이 150명의 확인된 사살을 기록했다고 나와 있지만, 1915년 10월 23일, 안자크군 사령관인 윌리엄 버드우드 장군은 그의 201명 미확인 사살에 대해 칭찬하는 명령을 내렸다. 역사가 밥 코트니는 공식적인 사살은 관측병이 목표물이 쓰러지는 것을 보았을 때만 기록되었다고 언급했다. 첫 발이 목표물을 빗나가면 두 번째 발을 쏘는 것은 매우 위험했는데, 이는 저격팀의 위치를 노출시킬 수 있었기 때문이다.
스티븐 미즐리 소령은 싱의 사살 기록이 300명에 육박한다고 추정했다. 미즐리는 그를 버드우드에게 알렸고, 버드우드는 키치너 경에게 "만약 그의 군대가 퀸즐랜드 저격수의 능력을 따라갈 수 있다면 연합군은 곧 콘스탄티노플에 도달할 것"이라고 말했다. 버드우드는 한 번은 싱의 관측병으로 합류하여 그의 명사수 능력을 직접 목격할 기회를 가졌다고 전해진다.
1916년 2월, 싱은 지중해 원정군 사령관인 이언 해밀턴 경 장군에 의해 언급된 공훈을 받았다. 이것은 그의 복무에 대한 첫 공식 인정이었다. 1916년 3월 10일, 그는 무공 훈장을 받았다. 관련 군 기록에는 다음과 같이 적혀 있다: "1915년 5월부터 9월까지 안자크에서 저격수로 뛰어난 용맹을 보였다. 그의 용기와 기술은 매우 뛰어났으며, 그는 적군에게 매우 많은 사상자를 내는 데 책임이 있었고, 그에게 너무 큰 위험은 없었다." 상급자로부터 받은 인정 외에도, 싱의 위업은 당시 영국과 미국 신문에도 보도되었다.

### 서부 전선
1915년 11월 말, 싱은 근육통으로 고통받았고 거의 2주 동안 병원선 HMHS 글로스터 캐슬에 입원했다. 이 기간 동안 그는 몰타로, 그 다음 이집트 이스마일리아로 이송되었다. 이집트에서 그는 또한 이하선염과 볼거리로 입원했지만, 1916년 3월 말에 그의 부대로 복귀했다. 빌리 싱을 포함한 이집트에 주둔한 오스트레일리아 병사들은 지역 홍등가와 매음굴에서 이집트 성매매 여성들의 주요 고객이었다. 매춘부들의 높은 가격은 1915년 성금요일에 바서 홍등가에서 뉴질랜드와 오스트레일리아 병사들의 대규모 폭동의 현장이 되었다.
싱은 1916년 7월 27일 텔엘케비르에서 제31보병대대로 전속되어 다음 달 영국으로 항해했다. 영국에서 짧은 훈련 기간을 거쳐 그는 프랑스로 항해했고 1917년 1월 서부 전선에 참전했다. 그는 여러 차례 전투에서 부상당했고, 연합군 사령관들의 보고서에서 여러 차례 표창을 받았다. 1917년 3월, 그는 왼쪽 다리에 부상을 입고 영국에서 입원했다. 1917년 5월, 스코틀랜드에서 회복 중이던 그는 웨이트리스 엘리자베스 A. 스튜어트(c. 1896–미상)를 만났다. 그녀는 영국 왕립 해군 요리사 조지 스튜어트의 딸이었다. 두 사람은 1917년 6월 29일 에든버러에서 결혼했다.[c] 1917년 7월, 엘리자베스 싱의 주소는 기록에 6 Spring Gardens, 스톡브리지, 에든버러로 기록되었다.
새 아내와 한 달을 보낸 후, 싱은 1917년 8월 프랑스 참호로 돌아왔지만, 전투 상처와 가스 중독의 영향으로 건강이 매우 좋지 않았다. 그가 서부 전선에서 저격수로 활동했는지는 불분명하지만, 1917년 9월 그는 폴리곤 우드 전투에서 대저격 작전 부대를 지휘했다. 이 공로로 그는 1918년 오를로그스크루이스 (벨기에 크루아 드 게르)를 수상했으며, 무공 훈장 추천도 받았지만 받지는 못했다. 1917년 11월, 그는 이전에 다친 다리 문제로 다시 입원했다. 1918년 2월 중순, 그는 등에 총상을 입고 입원했다. 싱은 가스 노출로 인한 폐 질환을 앓았고, 이는 곧 그의 군 경력을 끝냈다.

## 민간인 생활로의 복귀
싱은 1918년 7월 말 잠수함 경계 임무로 오스트레일리아로 돌아왔다. 1918년 11월 23일 군 의무 보고서에는 그가 왼쪽 어깨, 등, 왼쪽 다리에 총상을 입었고 가스 중독을 겪었다고 기록되어 있었다. 보고서에는 그의 전반적인 건강 상태가 '양호'했지만 운동 시 기침을 호소했다고 명시되어 있었다. 보고서는 싱의 장애가 복무의 결과이며 영구적임을 인정했고, 영구적으로 복무 부적합으로 제대할 것을 권고했다. 군대를 떠난 후, 그는 잠시 양 사육업에 손을 댔지만, 그에게 주어진 땅은 질이 좋지 않았다. 그 후 그는 금광 채굴자로 일했다.
일부 기록에 따르면 싱과 그의 아내는 1918년 말 프로서파인에 도착했을 때 지역 사회로부터 존경을 받았다고 한다. 그러나 다른 기록에서는 싱이 아내를 위해 스코틀랜드에서 오스트레일리아로 가는 길을 마련했지만, 그녀가 여행을 했다는 증거는 없다고 명시한다.[d] 만약 싱의 아내가 오스트레일리아에 왔다면, 그녀는 몇 년 후 남편을 떠난 것으로 보인다. 테이트는 "에든버러의 푸른 언덕과 고대 문화에서 클레어몬트 주변 광산 지역의 먼지와 거친 삶으로의 전환은 엘리자베스 싱에게 충격적이었을 것"이며 이것이 그녀가 떠난 이유일 수 있다고 시사한다.
최근 연구에 따르면 엘리자베스는 에든버러에 머물렀다. 그녀는 1919년에 딸(메리)을, 1924년에 아들(테오)을 낳았는데, 두 자녀의 아버지는 달랐고, 빌리 싱은 아니었다. 그녀는 1925년 두 자녀와 함께 오스트레일리아로 여행하여 뉴사우스웨일스 패딩턴에 정착했다. 그녀는 아들 아버지의 성을 사용했다. 그녀는 1970년대 울런공에서 사망할 때까지 아들 아버지와 함께 뉴사우스웨일스에서 살았다. 그녀가 오스트레일리아에 도착한 후 빌리와 접촉했는지는 알려져 있지 않다.

## 말년과 사망

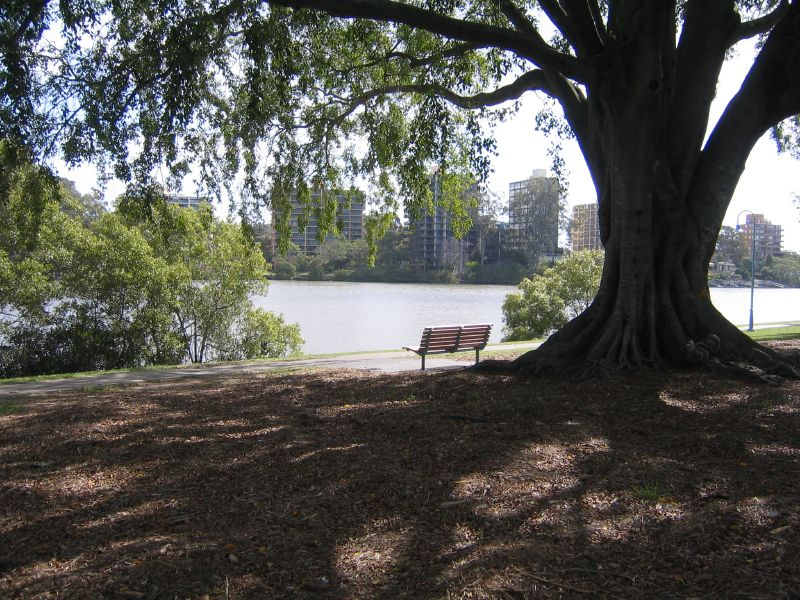
제1차 세계 대전 중의 명성과는 대조적으로, 싱은 브리즈번 웨스트 엔드에서 상대적인 빈곤과 무명 속에 사망했다.

말년에 싱은 가슴, 등, 심장 통증을 호소했다. 그의 마지막 날은 상대적인 빈곤과 무명 속에 보냈다. 그의 누나 또는 이복 누나인 메리 앤 엘리자베스는 1915년 출산 중 사망했다. 1942년, 싱은 마이클레어에서 브리즈번으로 이사했는데, 살아남은 여동생 비어트리스에게 그곳이 생활비가 더 저렴하다고 말했다. 그의 마지막 직업은 노동자였다.
싱은 1943년 5월 19일 브리즈번 웨스트 엔드의 하숙집 방에서 혼자 사망했다. 사망 원인은 대동맥 파열이었다. 그의 유일한 중요한 소유물은 광산 채굴권이 있는 오두막(약 20파운드 상당)과 방에서 발견된 5실링에 불과했다. 제1차 세계 대전 중 그의 훈장은 흔적도 없었고, 그의 고용주들은 그에게 약 6파운드의 임금을 빚지고 있었다. 싱은 브리즈번 북부 교외인 케드론의 루트위치 전쟁 공동묘지에 묻혔다. 그의 무덤은 현재 루트위치 공동묘지의 잔디 묘지 구역의 일부이며, 그의 청동 명판에는 다음과 같이 새겨져 있다:
AT REST
WILLIAM EDWARD (BILLY) SING (DCM)
Born Clermont Qld. 2–3–1886 — 19–5–1943
Reg. No. 355 Australian Fifth Light Horse Regiment and later the 31st Infantry Battalion
Son of JOHN SING (bn. SHANGHAI) and MARY ANN (nee PUGH bn. ENGLAND)
AND MARRIED FOR A TIME TO ELIZABETH (STEWART) IN EDINBURGH 29–6–1917
A man of all trades, Pte. Sing was awarded the Distinguished Conduct Medal for conspicuous gallantry, the Belgian Croux [sic] De Guerre and mentioned often in despatches. Serving at Gallipoli and in France from 1915–1918, he became known as Australia's most effective marksman/sniper accounting for more than 150 of the opposing forces.
His incredible accuracy contributed greatly to the preservation of the lives of those with whom he served during a war always remembered for countless acts of valour and tragic carnage.[e]

## 유산
퀸즐랜드 군사 역사 학회는 싱이 사망한 사우스 브리즈번 몬태규 로드 304번에 청동 명판을 세웠다. 1995년, 싱의 동상은 그의 고향인 클레어몬트에서 영광스럽게 공개되었다. 2004년, 바그다드의 오스트레일리아 육군 저격팀은 자신들의 거점을 '빌리 싱 바 & 그릴'이라고 명명했다. 2009년 5월 19일, 싱의 사망 66주년 기념일에, 런 궁핑 중국 총영사와 오스트레일리아 귀환 참전 용사 연맹 관계자 및 지역 사회 지도자들이 그의 무덤에 화환을 바쳤다. 런은 "빌리 싱은 오스트레일리아에 거주하는 중국인들의 오랜 역사와 그들이 여러분 나라의 과거에 기여한 큰 역할을 상징한다... 이는 또한 중국과 오스트레일리아가 두 차례의 세계 대전 동안 동맹국이었으며, 우리가 길고 자랑스러운 공동의 과거를 가지고 있음을 상기시켜준다"라고 말했다.

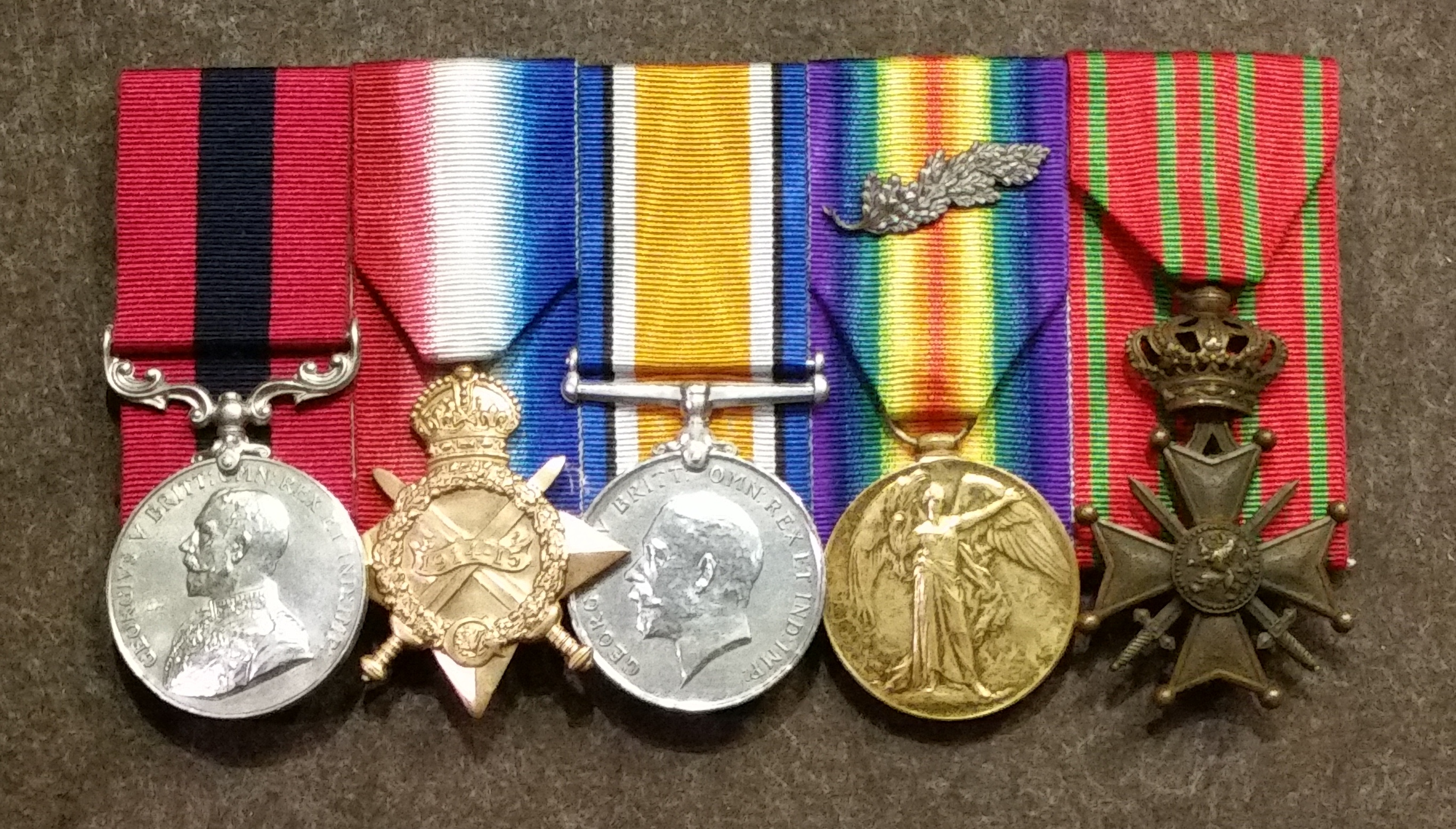
캔버라 오스트레일리아 전쟁기념관에 전시된 빌리 싱의 훈장들.

싱의 삶은 로스와 스튜어트의 책 '이야기에는 항상 더 많은 것이 있다'(2006)의 한 장에 실렸으며, 해밀턴의 책 '갈리폴리 저격수: 빌리 싱의 삶'(2008)에서는 더 깊이 있게 다루었다. 해밀턴의 책에는 갈리폴리에서 저격수들이 어떻게 작전했으며 캠페인 진행에 어떻게 기여했는지에 대한 상세한 설명이 포함되어 있다. 서평가 존 워즐리는 "해밀턴은 다양한 자료를 한데 모아 이야기를 만들어냈고, 빌리 싱에 대한 직접적인 자료 부족을 메우기 위해 이야기를 늘리는 듯한 느낌을 받을 때도 있지만, 이 책은 잘 쓰여졌다"라고 썼다.
텔레비전 미니시리즈 '빌리 싱의 전설'은 2010년 현재 후반 작업 중이었다. 일부 보도에 따르면 해밀턴의 책을 기반으로 했다고 하지만, 저자는 영화 제작자들과 연락한 적이 없다고 주장했다. 싱과 그의 아버지는 각각 부분적으로 중국인과 완전히 중국인이었지만, 미니시리즈는 그들을 유럽계 배우들로 묘사했다. 감독 제프 데이비스는 이러한 결정으로 비난을 받았다.[f] 빌리 싱 기념 위원회 위원인 정치인 빌 오치는 "사람이 죽으면 남는 것은 그들의 이야기뿐이고, 사람의 이름을 가져가서 그들의 이야기에 대해 진실을 말하지 않을 수는 없다"라고 말했다. 데이비스는 "싱의 유전적 배경이 무엇이든 그의 문화는 오스트레일리아적이었다. 나에게 그는 부모님이 이곳에서 태어나지 않은 모든 오스트레일리아인들을 매우 잘 대표한다... 많은 사람들이 이 버스의 뒤에 앉아 운전사를 공격하고 있다. 많은 사람들이 빌리 싱의 이야기를 소유하고 있다고 느끼고 있다. 하지만 그들은 아마 나보다 더 많은 자원을 가지고 있을 것이다. 그들이 그 이야기를 하고 싶다면, 해라"라고 말했다.
해밀턴은 싱을 "냉혈한 살인자... [그러나] 유머 감각이 있는 남자... 안자크의 죽음의 천사"로 특징지었고, 로스와 스튜어트는 그를 단순히 "제1차 세계 대전 중 오스트레일리아군에서 뛰어난 활약을 보인 많은 중국계 오스트레일리아인 중 한 명"으로 묘사했다. 20세기 동안 약 400명의 중국계 사람들이 오스트레일리아 군대에서 복무했다.
갈리폴리 상륙 100주년 기념을 위해, 브리즈번의 루트위치 공동묘지에 그의 묘비 근처에 제31대대 협회 브리즈번 지부에서 케드론 웨이벌 RSL, 체름사이드 및 지구 역사 학회, 퀸즐랜드 중국인 협회와 협력하여 싱을 위한 기념비가 세워졌다. 이 기념비는 그의 사망 기념일에 공식적으로 공개되었다.
매년 앤잭 데이(4월 25일) 직전 주말에 퀸즐랜드 선샤인 코스트의 노스 암 사격장에서 리엔필드 군용 소총을 사용하여 윌리엄 '빌리' 싱 기념 사격 대회가 열린다. 이 대회는 수백 미터에 걸쳐 여러 단계로 진행되며, 최고 득점자에게는 윌리엄 '빌리' 싱 기념 트로피가 수여된다.

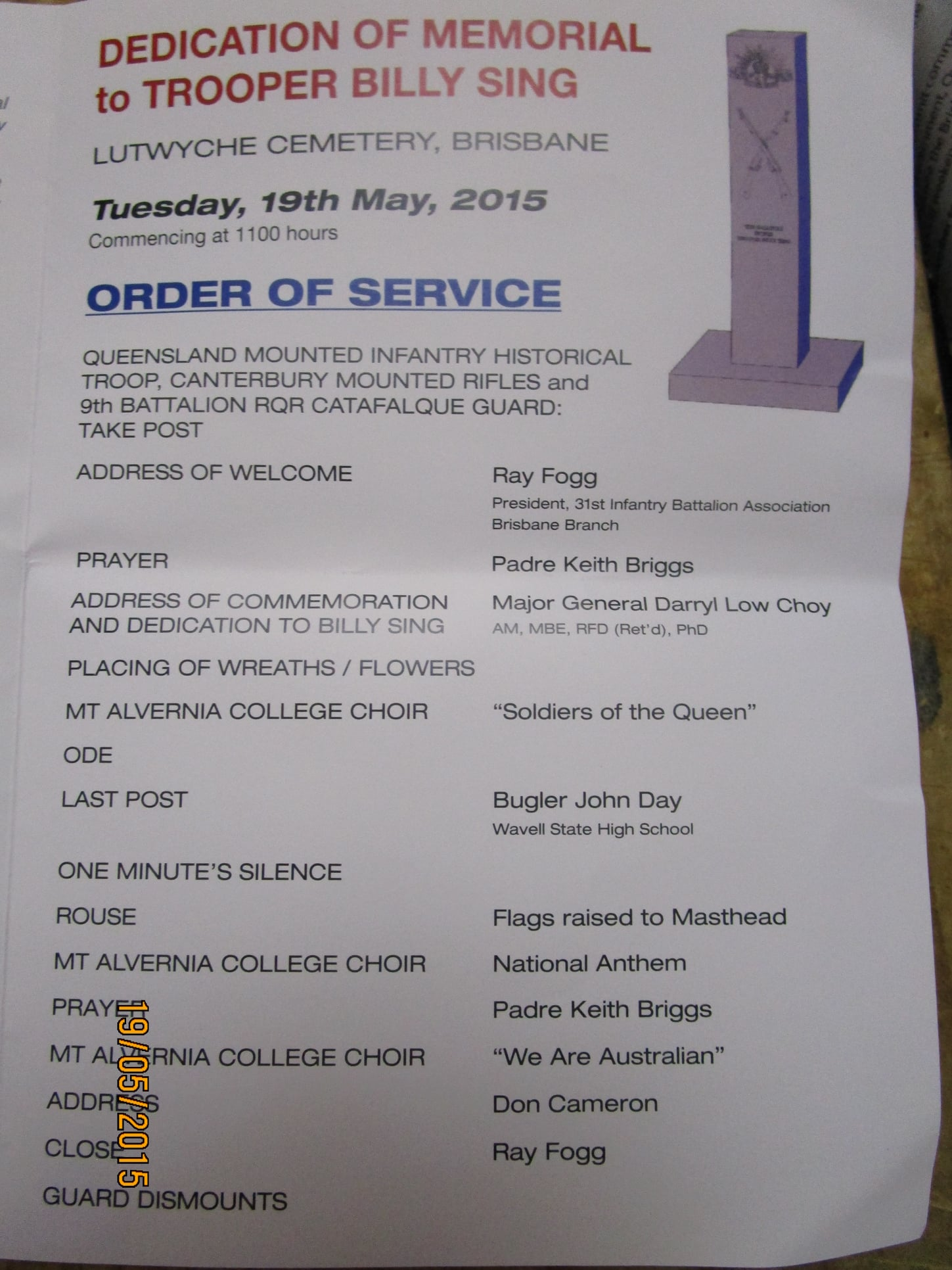
2015년 빌리 싱 기념 헌정 프로그램

## 같이 보기
- 케일럽 상
- 중국계 오스트레일리아인의 역사
- 백호주의

## 내용주
a. ^  제1차 세계 대전에 참전한 윌리엄 싱이라는 오스트레일리아 군인이 적어도 한 명 더 있었던 것으로 보인다.
b. ^  싱의 아버지는 리처드 싱으로도 알려져 있었다. 싱의 친할아버지는 시 싱이었다. 싱의 어머니는 1881년에 오스트레일리아에 도착했다. 싱의 외조부모는 서기였던 존 푸그와 메리 앤 푸그(결혼 전 성 피어슨)였다.
c. ^  싱 부부의 결혼 증명서 공증 발췌본에 따르면 싱의 아버지는 이때까지 사망했다. 그러나 해밀턴은 싱의 아버지가 결혼 4년 후인 1921년에 사망했다고 밝힌다.
d. ^  역사가 앨러스터 케네디(2009)는 싱의 1917년 12월 의무 기록(결혼 몇 달 후)에 그가 처음에는 성병, 그 다음에는 매독으로 진단받았다고 기록되어 있다고 보고했다. 케네디는 엘리자베스 싱이 남편의 상태를 알게 되었고 결혼을 끝내기로 결정했을 수도 있다고 가설을 세운다.
e. ^  "Croux De Guerre"라는 철자는 싱의 묘비에 새겨진 대로이다.
f. ^  미니시리즈 감독 제프 데이비스는 싱의 아버지를 연기할 60대 중국인 배우를 찾을 수 없었다고 주장했다. 중국계 오스트레일리아 배우 워렌 리와 토니 추는 이 주장에 반대 의견을 표명했다. 오스트레일리아의 SBS에 따르면, 데이비스는 무보수로 또는 지불 유예 조건으로 일할 배우를 모집했지만, 중국인 배우는 아무도 응답하지 않았다. 감독의 아들인 조시 데이비스가 싱 역으로 캐스팅되었다. 토니 보너는 싱의 아버지 역으로 캐스팅되었다. 오스트레일리아 외에도, 이 논란은 캐나다, 쿠웨이트, 마카오, 말레이시아, 뉴질랜드, 싱가포르, 대만, 태국, 그리고 영국에서 보도되었다.

### 인용
1. 1 2  Hamilton (2008), p. 5.
2. 1 2 3 4 5 6 7 8 9 10 11 12 13 14 15 16 17 18 19 20 21 22 23 24 25 26 27 28 29 30 31 32 33 34 35 36 37 38 39 40  Tate, B. (1993): Trooper William Edward (Billy) Sing, DCM, Croix de Guerre, 1886–1943: "The Assassin of Gallipoli" 보관됨 12 5월 2010 - 웨이백 머신 Courier Mail Weekend (24 April 1993). Retrieved 26 May 2010. Alternative copy 보관됨 16 3월 2018 - 웨이백 머신 Retrieved 11 June 2010.
3. 1 2 3 4 5  Reed, F. (1916): Billy Sing: Famous Australian sniper 보관됨 11 5월 2020 - 웨이백 머신 The Mercury (13 March 1916, p. 4). Retrieved 26 May 2010.
4. 1 2 3 4  Gallipoli and the Anzacs: The Anzac Walk – Artillery Road 보관됨 25 5월 2010 - 웨이백 머신 (2009). Retrieved 26 May 2010.
5. 1 2  Hamilton (2008), p. 6.
6. ↑  Hamilton (2008), p. 8.
7. 1 2  Hamilton (2008), p. 7.
8. 1 2 3 4 5 6 7 8 9  Brisbane graveside ceremony for famed Gallipoli sniper 보관됨 4 10월 2012 - 웨이백 머신 Brisbane Times (18 May 2009). Retrieved 26 May 2010.
9. 1 2 3 4 5 6 7 8 9 10 11 12  Nash, J. (2008): The Aussie Assassin 보관됨 24 3월 2012 - 웨이백 머신 Gold Coast News (2 August 2008). Retrieved 26 May 2010.
10. 1 2 3 4  Hamilton (2008), p. 12.
11. 1 2  Courtney (2001), p. 3.
12. ↑  Hamilton, John (2015). 《Gallipoli Sniper: The Remarkable Life of Billy Sing》 illurat판. Frontline Books. 2쪽. ISBN 978-1848329041. 2024년 5월 25일에 원본 문서에서 보존된 문서. 2018년 3월 3일에 확인함.
13. ↑  Hamilton (2008), p. 13.
14. 1 2 3  Hamilton (2008), p. 14.
15. 1 2  Hamilton (2008), p. 18.
16. ↑  Hamilton (2008), p. 19.
17. ↑  Hamilton (2008), pp. 14–15 & pp. 17–19.
18. ↑  Hamilton (2008), p. 5 & p. 19.
19. ↑  Laws & Stewart (2006), pp. 21–22.
20. ↑  Kilsby, Andrew (2014). 《The Rifle Club Movement and Australian Defence 1860–1941》 (Thesis). 뉴사우스웨일스 대학교. 7쪽. doi:10.26190/unsworks/16816. hdl:1959.4/53500. 2024년 5월 25일에 원본 문서에서 보존된 문서. 2019년 8월 25일에 확인함.
21. ↑  Maunder, P. (2010): Gallipoli sniper 보관됨 19 2월 2011 - 웨이백 머신 Excerpt from Outback (Issue 70, April/May 2010). Retrieved 12 June 2010.
22. ↑  Laws & Stewart (2006), p. 22.
23. ↑  National Archives of Australia (2010a), p. 1.
24. ↑  National Archives of Australia (2010a), p. 3.
25. 1 2 3 4 5 6 7 8 9 10  Laws & Stewart (2006), p. 25.
26. 1 2 3 4 5  Kennedy, A. (2009): British War Brides of Chinese Australian Diggers 보관됨 6 7월 2011 - 웨이백 머신 (30 March 2009). Retrieved 12 June 2010.
27. 1 2  Hui, J.-A. (2002): Chinese-Australian servicemen to be honoured 보관됨 20 8월 2010 - 웨이백 머신 The Sydney Morning Herald (25 April 2002). Retrieved 13 June 2010.
28. ↑  Hamilton (2008), p. 3.
29. 1 2 3 4 5 6 7 8  Courtney (2001), p. 4.
30. 1 2 3  Laws & Stewart (2006), p. 23.
31. ↑  National Archives of Australia (2010a), p. 10.
32. 1 2 3 4 5 6 7  Laws & Stewart (2006), p. 24.
33. 1 2 3 4 5 6 7 8 9 10 11 12 13 14 15 16  5th Battalion, The Royal Australian Regiment Association: Billy Sing, Gallipoli sniper (c. 2009). Retrieved 26 May 2010. 보관됨 3 3월 2012 - 웨이백 머신
34. ↑  Rule, A. (2004): A sniper's tale 보관됨 4 1월 2013 - 웨이백 머신 The Sydney Morning Herald (26 April 2004). Retrieved 12 June 2010.
35. ↑  Sparrow, J. (2009): The Mind of a US Army Sniper 보관됨 7 2월 2010 - 웨이백 머신 NewMatilda.com (28 July 2009). Retrieved 12 June 2010.
36. ↑  Hamilton (2008), p. xi.
37. ↑  National Archives of Australia (2010a), p. 16.
38. ↑  National Archives of Australia (2010a), pp. 20–21, pp. 22–23, & p. 29.
39. ↑  National Archives of Australia (2010a), p. 86.
40. ↑  An Australian sniper accounts for 200 Turks 보관됨 25 5월 2024 - 웨이백 머신 The Mercury (18 January 1916, p. 5). Retrieved 4 June 2010.
41. ↑  National Archives of Australia (2010a), p. 12.
42. 1 2  National Archives of Australia (2010a), pp. 65–66.
43. ↑  Hamilton, John (2015). 《Gallipoli Sniper: The Remarkable Life of Billy Sing》 illurat판. Frontline Books. 89쪽. ISBN 978-1848329041. 2024년 5월 25일에 원본 문서에서 보존된 문서. 2018년 3월 3일에 확인함.
44. 1 2  National Archives of Australia (2010a), p. 23.
45. ↑  National Archives of Australia (2010a), p. 30.
46. 1 2 3 4  National Archives of Australia (2010a), p. 79 & pp. 84–85.
47. ↑  National Archives of Australia (2010a), p. 68.
48. 1 2  National Archives of Australia (2010a), p. 31.
49. ↑  National Archives of Australia (2010a), p. 74 & p. 76.
50. ↑  National Archives of Australia (2010a), p. 32.
51. ↑  National Archives of Australia (2010a), p. 14 & p. 36.
52. ↑  Kelly (2004), p. 51.
53. 1 2 3  National Archives of Australia (2010a), pp. 46–48.
54. 1 2 3 4  Courtney (2001), p. 5.
55. 1 2 3 4  Laws & Stewart (2006), p. 26.
56. ↑  Loftus, Ian (2015년 10월 28일). “Where is Mrs Sing? The search for the long-lost wife of Billy Sing”. 《ianloftus.com》. 2015년 10월 28일에 원본 문서에서 보존된 문서. 2016년 5월 17일에 확인함.
57. 1 2  〈Sing, William Edward (Billy) (1886–1943)〉. 《윌리엄 에드워드 싱》. 《오스트레일리아 전기 사전》 (National Centre of Biography, Australian National University). 2024년 5월 25일에 원본 문서에서 보존된 문서. 2024년 5월 25일에 확인함.
58. ↑  Brisbane City Council: Grave location search – Sing William Edward 보관됨 13 6월 2012 - 웨이백 머신 Retrieved 11 January 2011.
59. ↑  Department of Veterans' Affairs: Cemeteries Queensland 보관됨 11 3월 2011 - 웨이백 머신 (22 April 2009). Retrieved 12 June 2010.
60. 1 2 3  Chermside & Districts Historical Society: Lutwyche Cemetery 보관됨 6 7월 2011 - 웨이백 머신 (c. 2010). Retrieved 11 June 2010.
61. ↑  Vandewalle, J. (2010): Battle of Polygon Wood, 26 September 1917 보관됨 11 11월 2009 - 웨이백 머신 Retrieved 12 June 2010.
62. ↑  Billy Sing 보관됨 24 9월 2009 - 웨이백 머신 Community News from the Sunnybank Community and Sports Club (No. 19, March 2009, p. 6). Retrieved 12 June 2010.
63. ↑  Laws & Stewart (2006).
64. ↑  Hamilton (2008).
65. ↑  National Library of Australia: Gallipoli sniper – The life of Billy Sing / John Hamilton 보관됨 13 6월 2011 - 웨이백 머신 (2009). Retrieved 12 June 2010.
66. ↑  Wadsley (2010).
67. ↑  Wadsley (2010), p. 6.
68. ↑  Mackay, J. (2010): 'The Legend of Billy Sing' miniseries 보관됨 22 8월 2011 - 웨이백 머신 ABC Capricornia (23 April 2010). Retrieved 4 June 2010.
69. ↑  Mini series on our Billy Sing 보관됨 6 7월 2011 - 웨이백 머신 Whitsunday Times (2 July 2009). Retrieved 26 May 2010.
70. 1 2  Callick, R. (2010): When character is more than just skin deep The Australian (8 May 2010). Retrieved 26 May 2010.
71. 1 2 3 4 5  Callick, R. (2010): Director slammed for 'white-out' of legendary Gallipoli sniper Billy Sing 보관됨 2 4월 2011 - 웨이백 머신 The Australian (6 May 2010). Retrieved 26 May 2010.
72. 1 2 3  Bryant, N. (2010): Chinese Australians angry at Gallipoli TV casting 보관됨 11 5월 2010 - 웨이백 머신 BBC News (8 May 2010). Retrieved 26 May 2010.
73. 1 2  Australia-China Youth Association: Media release regarding the legend of Billy Sing 보관됨 6 7월 2011 - 웨이백 머신 (13 May 2010). Retrieved 26 May 2010.
74. 1 2 3  Dunn, M. (2010): Sing film under fire  The Great Southern Star (18 May 2010). Retrieved 31 May 2010.
75. 1 2 3  Malkin, B. (2010): Row over 'whiting out' of Chinese hero in new TV show 보관됨 17 1월 2016 - 웨이백 머신 Telegraph (6 May 2010). Retrieved 4 June 2010.
76. ↑  Hu, M. (2010): ANZAC mini-series on Billy Sing 보관됨 18 5월 2015 - 웨이백 머신 (중국어) SBS Audio and Language: Mandarin (10 May 2010). Retrieved 12 June 2010.
77. ↑  Atkins, G. (2010): Where are the Asian-Australian faces on Aussie TV? 보관됨 14 5월 2010 - 웨이백 머신 Asian Correspondent (7 May 2010). Retrieved 12 June 2010.
78. ↑  Hamilton (2008), pp. 5–6.
79. ↑  Armbruster, Stefan (2015년 4월 23일). “Monument for Chinese 'Gallipoli Sniper' rewrites history”. 《SBS World News》. 2015년 7월 14일에 원본 문서에서 보존된 문서. 2015년 7월 12일에 확인함.
80. ↑  National Archives of Australia (2010b): Mapping our Anzacs – B2455, Sing William 보관됨 6 7월 2011 - 웨이백 머신 Retrieved 31 May 2010.
81. ↑  Cuthbertson, I. (2010): Dozens of Chinese could play plum role, says actor The Australian (7 May 2010). Retrieved 26 May 2010.
82. ↑  Special Broadcasting Service (c. 2010): Anger as White actor plays Chinese hero 보관됨 15 10월 2012 - 웨이백 머신 Retrieved 1 October 2010.
83. ↑  Malkin, B. (2010): Filmmaker accused of 'whiting out' Aussie-Chinese hero  Calgary Herald (7 May 2010). Retrieved 4 June 2010.
84. ↑  As it happens: WWI Sniper CBC Radio-Canada (14 May 2010). Retrieved 12 June 2010.
85. ↑  ‘Whitewash’ of Chinese war hero provokes anger 보관됨 6 3월 2012 - 웨이백 머신 Arab Times (9 May 2010). Retrieved 12 June 2010.
86. ↑  'Whitewash’ of Chinese war hero 보관됨 9 10월 2011 - 웨이백 머신 Macau Daily Times (10 May 2010). Retrieved 4 June 2010.
87. ↑  Anger at Aussie film's 'whitewash' of war hero 보관됨 16 8월 2011 - 웨이백 머신 Malaysian Mirror (10 May 2010). Retrieved 4 June 2010.
88. ↑  Marks, K. (2010): Movie takes the Chinese out of Aussie war hero 보관됨 23 10월 2012 - 웨이백 머신 The New Zealand Herald (12 May 2010). Retrieved 4 June 2010.
89. ↑  Anger at film's 'whitewash' 보관됨 12 5월 2010 - 웨이백 머신 The Straits Times (9 May 2010). Retrieved 4 June 2010.
90. ↑  Anger at Australian film’s ‘whitewash’ of Eurasian war hero 보관됨 15 5월 2010 - 웨이백 머신 Taipei Times (10 May 2010). Retrieved 4 June 2010.
91. ↑  Australia angered by film's 'whitewash' of Chinese hero 보관됨 20 9월 2012 - 웨이백 머신 China Post (10 May 2010). Retrieved 12 June 2010.
92. ↑  Anger at Australian film's 'whitewash' of war hero  Bangkok Post (9 May 2010). Retrieved 4 June 2010.